# Coma
Coma je polská rocková kapela založená v roce 1998 v Łódźi.

## Diskografie

### Alba
- Pierwsze wyjście z mroku (17-05-2004)
- Zaprzepaszczone siły wielkiej armii świętych znaków (29-05-2006)

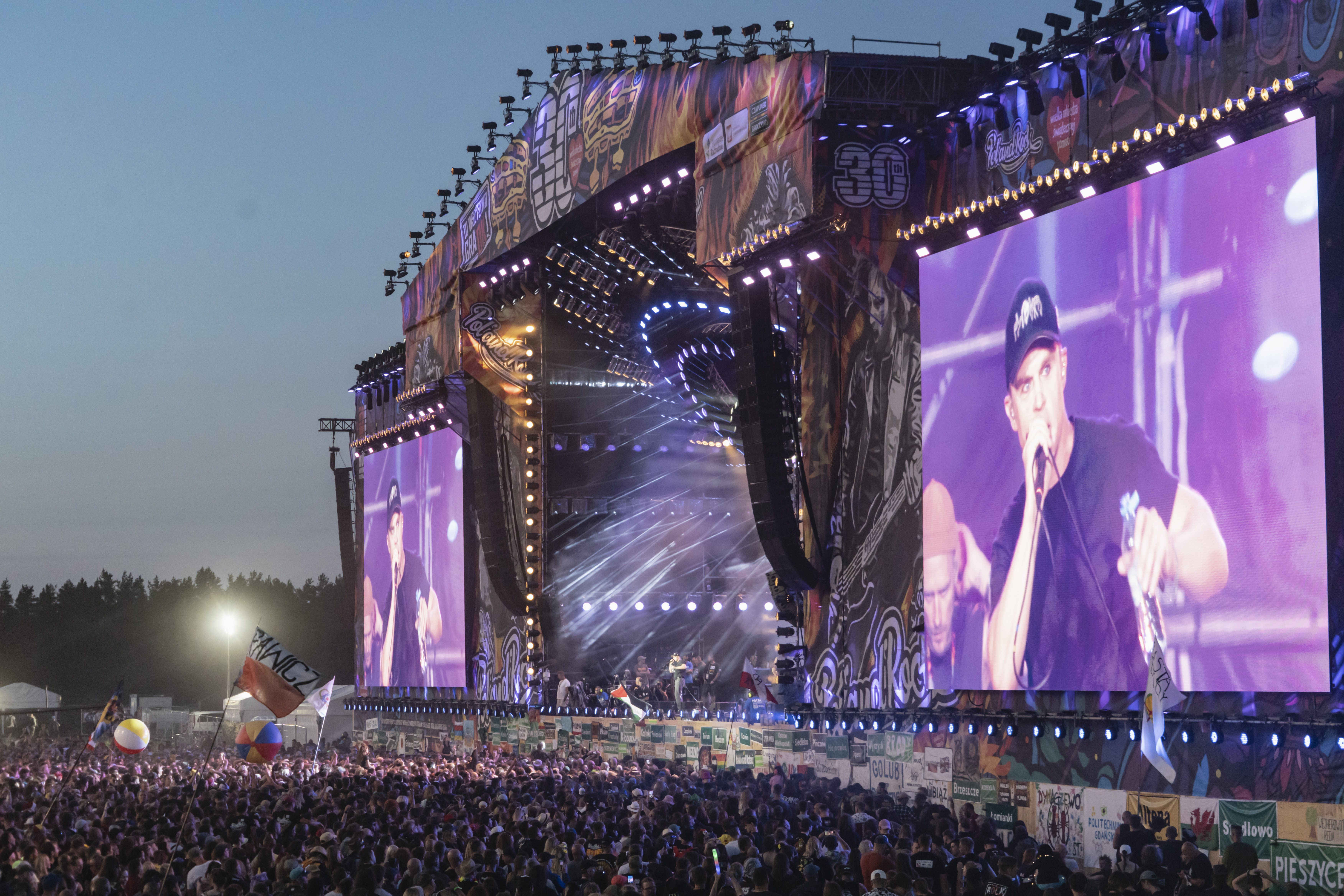
Coma — během představení na 30. festivalu Pol'and'rock v roce 2024

- Hipertrofia (10-11-2008)
- Coma (album) (17-10-2011)
- 2005 YU55 (07-10-2016)
- Metal Ballads vol. 1 (20-10-2017)
- Sen o 7 szklankach (15-03-2019)

### Singly
- Skaczemy / Pasażer (2000)
- Leszek Żukowski (2004)
- Spadam (2004)
- Daleka droga do domu (2006)
- System (2006)
- Tonacja (2006)
- Zero osiem wojna (2008)
- Wola istnienia (2009)
- Transfuzja (2009)
- F.T.M.O. (Feel the Music's Over) (2010)
- Na pół (2011)
- Los cebula i krokodyle łzy (2011)
- Song 4 Boys (2013)
- Lipiec (2016)
- Lajki (2017)
- Proste decyzje (2018)
- Odwołanie (2018)
- Fantazja (2019)
- Wędrówka (2019)